# Saint-Nolff
 Saint-Nolff  (en bretón Sant-Nolf) es una población y comuna francesa, situada en la región de Bretaña, departamento de Morbihan, en el distrito de Vannes y cantón de Elven.

## Demografía
| 1017 | 1082 | 1830 | 2537 | 3270 | 3300 |
| Para los censos de 1962 a 1999 la población legal corresponde a la población sin duplicidades (Fuente: INSEE [Consultar]) |      |      |      |      |      |

## Hermanamiento
Saint-Nolff está hermanada con la localidad de Pedrajas de San Esteban (Valladolid, España) desde el año 1991.